# ویسنته دو لیما
ویسنته دو لیما (انگلیسی: Vicente de Lima؛ زادهٔ ۴ ژوئن ۱۹۷۷) ورزشکار دو و میدانی اهل برزیل است.
وی در مسابقات کشوری و بین‌المللی در مجموع برندهٔ ۴ مدال طلا، ۲ مدال نقره، ۱ مدال برنز شده‌است.